# الذنبة (الطفة)

تعديل مصدري - تعديل

الذنبة هي إحدى قرى عزلة ال هياش بمديرية الطفة التابعة لمحافظة البيضاء، بلغ تعداد سكانها 41 نسمة حسب تعداد اليمن لعام 2004.